# Ivan Kotljarevskyj
Ivan P. Kotljarevskyj (ukrainsk: Іван Петрович Котляревський, tr. Ivan P. Kotljarevskyj; født 9. september 1769 (gs: 29. august) i Poltava, død 10. oktober 1838 (gs: 29. oktober) i Poltava, Det Russiske Kejserrige) var en ukrainsk forfatter, bedst kendt for sine "Enejida", "Natalka-Poltavka".